# Osmar Mares
Osmar Mares Martínez (ur. 17 czerwca 1987 w Torreón) – meksykański piłkarz występujący na pozycji lewego obrońcy, obecnie zawodnik Veracruz.

## Kariera klubowa
Mares pochodzi z miasta Torreón, wychowywał się w dzielnicy Antigua Aceitera. Treningi piłkarskie rozpoczynał we współpracującej z lokalnym zespołem Santos Laguna szkółce juniorskiej La Cotorra, prowadzonej przez byłego piłkarza tego klubu Juana „Cotorrę” Rodrígueza. W wieku piętnastu lat przeniósł się do akademii młodzieżowej Santosu Laguna, zaś do treningów seniorskiej drużyny został włączony w wieku osiemnastu lat przez szkoleniowca Benjamína Galindo. W meksykańskiej Primera División zadebiutował jednak dopiero za kadencji trenera Daniela Guzmána, 15 października 2006 w zremisowanym 0:0 spotkaniu z Jaguares. Początkowo pozostawał jednak głównie rezerwowym dla Edgara Castillo. W wiosennym sezonie Clausura 2008 zdobył ze swoją drużyną tytuł mistrza Meksyku, regularnie pojawiając się na boisku, jednak na dłuższą metę nie potrafił wywalczyć sobie pewnego miejsca w wyjściowym składzie. Dwa lata później – podczas wiosennych rozgrywek Bicentenario 2010 – zanotował natomiast z Santosem wicemistrzostwo Meksyku.
Latem 2010 Mares udał się na wypożyczenie do niżej notowanego klubu San Luis FC z siedzibą w mieście San Luis Potosí. Tam początkowo występował nieregularnie, lecz po kilku miesiącach został kluczowym punktem defensywy. W barwach tej ekipy strzelił swojego premierowego gola w najwyższej klasie rozgrywkowej, 8 stycznia 2011 w wygranej 2:0 konfrontacji z Monterrey. Po upływie roku powrócił do Santosu, gdzie tym razem udało mu się zostać podstawowym bocznym obrońcą zespołu i w jesiennym sezonie Apertura 2011 zdobył z nim kolejny tytuł wicemistrzowski. Pół roku później – podczas rozgrywek Clausura 2012 – wywalczył drugie w swojej karierze mistrzostwo Meksyku, a także dotarł z Santosem do finału najbardziej prestiżowych rozgrywek kontynentu – Ligi Mistrzów CONCACAF. W 2013 roku drugi raz z rzędu doszedł do finału północnoamerykańskiej Ligi Mistrzów, lecz bezpośrednio po tym został relegowany do roli rezerwowego, przegrywając rywalizację o miejsce w składzie z José Abellą.
W lipcu 2014 Mares został wypożyczony do krajowego giganta – drużyny Club América ze stołecznego miasta Meksyk, gdzie szybko wywalczył sobie miejsce w składzie. Już w pierwszym sezonie – Apertura 2014 – wywalczył z ekipą prowadzoną przez Antonio Mohameda swój trzeci tytuł mistrza Meksyku. Zaraz potem stracił jednak pewną pozycję na lewej obronie na rzecz Miguela Samudio i w 2015 roku już jako rezerwowy triumfował z Américą w rozgrywkach Ligi Mistrzów CONCACAF, po czym został wykupiony przez klub na stałe. Jeszcze w tym samym roku zajął drugie miejsce w krajowym superpucharze – Campeón de Campeones, jak również wziął udział w Klubowych Mistrzostwach Świata, plasując się na piątej pozycji. W 2016 roku drugi raz z rzędu wygrał północnoamerykańską Ligę Mistrzów; wobec tego po raz kolejny América mogła wystąpić na Klubowych Mistrzostwach Świata, tym razem spisując się nieco lepiej niż przed rokiem (czwarte miejsce). On sam niezmiennie pozostawał jednak alternatywą dla Samudio.
W lipcu 2017 Mares został wypożyczony do walczącej o utrzymanie ekipy Tiburones Rojos de Veracruz.

## Kariera reprezentacyjna
W styczniu 2007 Mares został powołany przez Jesúsa Ramíreza do reprezentacji Meksyku U-20 na Mistrzostwa Ameryki Północnej U-20. Na meksykańskich boiskach pełnił rolę rezerwowego, rozgrywając jedno z trzech możliwych spotkań (w pierwszym składzie), zaś jego kadra – pełniąca wówczas rolę gospodarzy – zajęła pierwsze miejsce w grupie. Pięć miesięcy później znalazł się w składzie na Mistrzostwa Świata U-20 w Kanadzie. Na młodzieżowym mundialu również nie potrafił przebić się do wyjściowej jedenastki i wystąpił w jednym z pięciu meczów (w wyjściowym składzie) – w fazie grupowej z Nową Zelandią (2:1), w którym wpisał się również na listę strzelców. Meksykanie odpadli natomiast ze światowego czempionatu w ćwierćfinale, ulegając późniejszemu triumfatorowi – Argentynie (0:1).

## Statystyki kariery
| Santos Laguna | 2006–2007 | Meksyk | Liga MX | 5   | 0 | —  | — | —                   | —  | — | 5   | 0 |
| Santos Laguna | 2007–2008 | Meksyk | Liga MX | 19  | 0 | —  | — | —                   | —  | — | 19  | 0 |
| Santos Laguna | 2008–2009 | Meksyk | Liga MX | 18  | 0 | —  | — | SL + LMC            | 11 | 0 | 29  | 0 |
| Santos Laguna | 2009–2010 | Meksyk | Liga MX | 15  | 0 | 3  | 0 | SL                  | 4  | 0 | 22  | 0 |
| San Luis      | 2010–2011 | Meksyk | Liga MX | 26  | 2 | —  | — | CL                  | 4  | 0 | 30  | 2 |
| Santos Laguna | 2011–2012 | Meksyk | Liga MX | 31  | 0 | —  | — | LMC                 | 6  | 0 | 37  | 0 |
| Santos Laguna | 2012–2013 | Meksyk | Liga MX | 27  | 0 | —  | — | LMC                 | 7  | 0 | 34  | 0 |
| Santos Laguna | 2013–2014 | Meksyk | Liga MX | 10  | 0 | 4  | 0 | CL                  | 2  | 0 | 16  | 0 |
| Club América  | 2014–2015 | Meksyk | Liga MX | 23  | 0 | —  | — | LMC                 | 5  | 1 | 28  | 1 |
| Club América  | 2015–2016 | Meksyk | Liga MX | 22  | 0 | 1  | 0 | LMC + KMŚ           | 7  | 0 | 30  | 0 |
| Club América  | 2016–2017 | Meksyk | Liga MX | 25  | 0 | 9  | 1 | —                   | —  | — | 34  | 1 |
| Veracruz      | 2017–2018 | Meksyk | Liga MX |     |   |    |   | —                   | —  | — |     |   |
| Ogółem        | Ogółem    | Ogółem | Ogółem  | 221 | 2 | 17 | 1 | SL + LMC + CL + KMŚ | 46 | 1 | 284 | 4 |

- SL – SuperLiga
- LMC – Liga Mistrzów CONCACAF
- CL – Copa Libertadores
- KMŚ – Klubowe Mistrzostwa Świata